# Gouverneur général du Belize
Le gouverneur général du Belize (en anglais : Governor-General of Belize) est le chef d'État de facto du Belize. Il représente le chef d'État de jure, le monarque du Belize.
Le gouverneur général est nommé par le souverain sur la recommandation du Premier ministre du Belize. Depuis 2021, il exerce ses fonctions pour un mandat unique de sept ans. Auparavant, il restait en poste « durant le plaisir de Sa Majesté », c'est-à-dire qu'il était nommé par le monarque pour une durée indéterminée dépendant de sa volonté.

## Liste des gouverneurs généraux du Belize
| No | Portrait                                                                 | Identité                                 | Période           | Période          | Durée                      |
| No | Portrait                                                                 | Identité                                 | Début             | Fin              | Durée                      |
| -- | ------------------------------------------------------------------------ | ---------------------------------------- | ----------------- | ---------------- | -------------------------- |
| 1  | Pas de portrait sous licence libre disponible pour Elmira Minita Gordon. | Elmira Minita Gordon (1930 - 2021)       | 21 septembre 1981 | 17 novembre 1993 | 12 ans, 1 mois et 27 jours |
| 2  | Colville Young, 28 juin 2011.                                            | Colville Young (né en 1932)              | 17 novembre 1993  | 30 avril 2021    | 27 ans, 5 mois et 13 jours |
|    | Stuart Leslie                                                            | Par intérim : Stuart Leslie (né en 1964) | 30 avril 2021     | 27 mai 2021      | 27 jours                   |
| 3  | Froyla Tzalam, 6 décembre 2022.                                          | Froyla Tzalam (née en 1971)              | 27 mai 2021       |                  |                            |